# Kevin Rauhut
Kevin Rauhut (* 30. Dezember 1989 in Oberhausen) ist ein deutscher Fußballtorwart und Torwarttrainer.

## Karriere

### Spieler
Nach den Stationen bei TuRU Düsseldorf und VfB Homberg wechselte Rauhut 2010 in die Regionalliga West zum Wuppertaler SV. Er debütierte am 16. Spieltag, dem 28. November 2010, in der Partie gegen 1. FC Kaiserslautern II. Die Partie endete 1:4. Zur Rückrunde der Saison 2011/12 wechselte Rauhut zur zweiten Mannschaft von Alemannia Aachen. Für die Aachener Reserve debütierte er am 5. Mai 2012, dem 30. Spieltag, beim 2:0-Sieg über Rot Weiss Ahlen. Ab Januar 2013 stand er auch im Aufgebot der ersten Mannschaft in der 3. Liga. Sein Debüt für die Profis gab er am 4. Mai 2013, dem 36. Spieltag, bei der 0:1-Niederlage gegen den Halleschen FC. Zur Saison 2013/14 wechselte er zu den Sportfreunden Siegen, mit denen er in der Regionalliga West den fünften Platz belegte.
Im Sommer 2014 wechselte Rauhut in die Regionalliga Südwest zum KSV Hessen Kassel. Sein Vertrag lief bis 2017. In der Sommerpause 2016 schloss er sich dem Regionalligisten Wacker Nordhausen an. Dort kam er 31 Mal in der Regionalliga Nordost und zweimal in der zweiten Mannschaft (Thüringenliga) zum Einsatz, bevor er im Januar 2018 zum Ligakonkurrenten Energie Cottbus wechselte. Rauhut wurde mit Cottbus Meister der Regionalliga Nordost und stieg in die dritte Liga auf, aus der man nach der Saison 2018/19 wieder abstieg. Daraufhin wechselte der Torhüter zum SC Fortuna Köln in die Regionalliga West.
Insgesamt verbrachte er zwei Spielzeiten bei der Fortuna, ehe er im Sommer 2021 in die Oberliga Baden-Württemberg zum SGV Freiberg wechselte. Bereits im Januar 2022 kehrte er durch seinen Wechsel zu Viktoria Köln, in die 3. Liga zurück.

### Trainer
Ab Sommer 2023 war Rauhut zusätzlich im Nachwuchsleistungszentrum der Viktoria als Torwarttrainer tätig.
Zur Saison 2024/25 übernahm Kevin Rauhut die Position des Torwarttrainers der ersten Mannschaft. Er bleibt weiterhin Teil des Profikaders.

## Erfolge
- Hessenpokal-Sieger: 2014/15
- Regionalliga-Nordost-Meister und Aufstieg in die 3. Liga: 2017/18
- Brandenburgischer-Landespokal-Sieger: 2017/18 & 2018/19
- Mittelrheinpokal-Sieger: 2021/22, 2022/23, 2024/25